# レーア (ニーダーザクセン)
レーア（Leer）はドイツのニーダーザクセン州北西部の都市。

## 歴史
紀元前3200年頃に使用された火打石が見つかっている。
紀元後791年に聖リュディガー(Sankt Liudger)が、東フリージア地方で初めての教会を街の西端に建設した。この教会は850年以降の文書に記録されている。
14･15世紀には、東フリージア地方で最も有力だったウケナ(Ukena)家が居住し、ハンザ同盟との貿易で富を築いた。
1854年にハノーファー西鉄道が敷設され、エムデンやライン川流域のルール地方と繋がった。
エムデンとは異なり、第二次世界大戦中は連合国の爆撃はほとんど受けなかった。1945年4月28日に街はカナダ軍によって占拠された。
1955年10月1日に独立市として認められた。

## 宗教
ルター派、カルヴァン派が多いプロテスタントの街である。

## 政治
1964年以降、地方議会は SPD が多数派を占めている。議会占有率は以下の通り。
- SPD: 42%/16議席
- CDU: 26%/10議席
- AWG: 16%/6議席
- GRÜNE: 11%/4議席
- FDP: 5%/2議席

## 姉妹都市
- : トローブリッジ(Trowbridge) イングランド
- : エルブロンク(Elbląg) ポーランド

## 引用
1. ↑  Landesamt für Statistik Niedersachsen, LSN-Online Regionaldatenbank, Tabelle A100001G: Fortschreibung des Bevölkerungsstandes, Stand 31. Dezember 2023